# Wassyl Remeslo

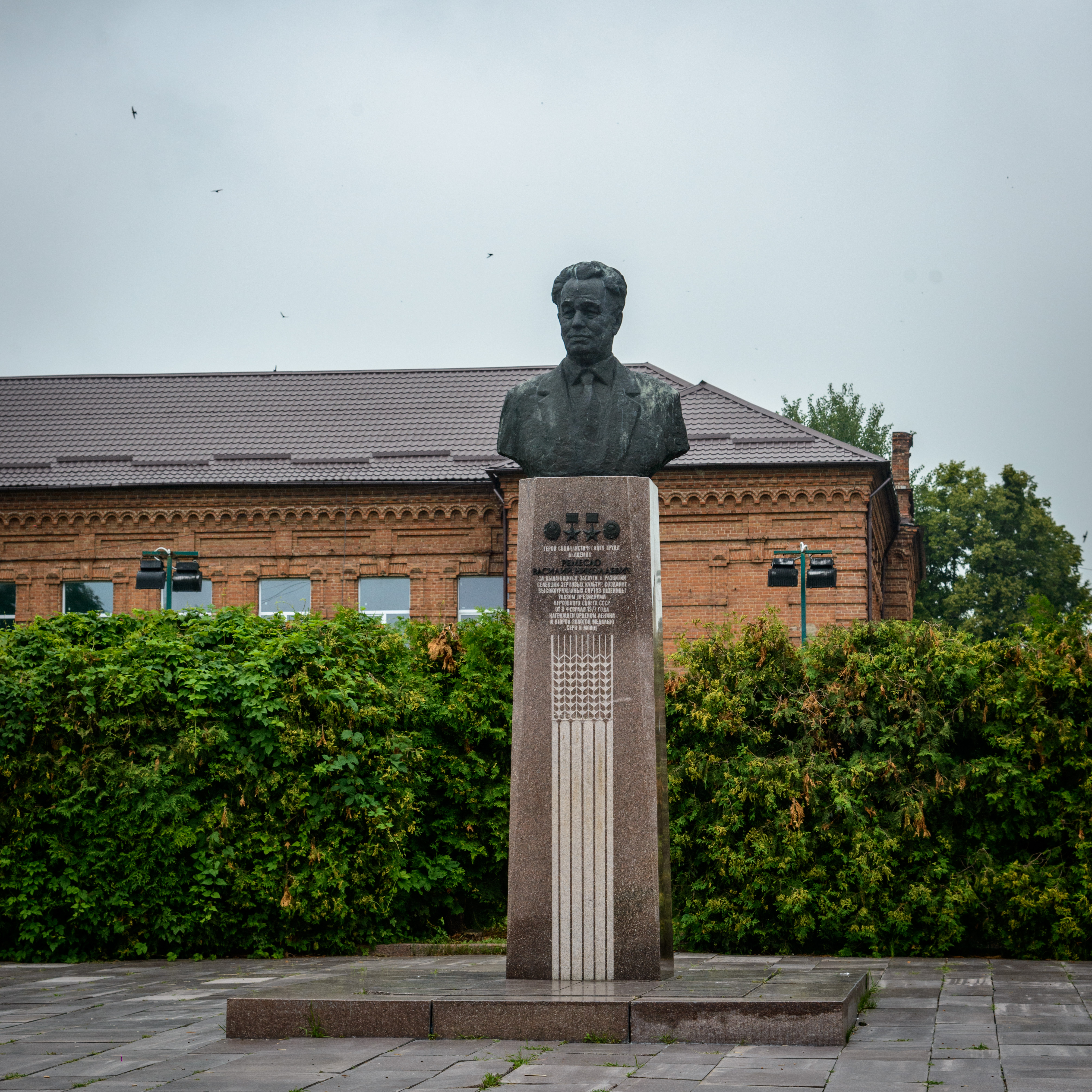
Büste zu Ehren von Wassyl Remeslo auf dem Leninboulevard in Pyrjatyn

Wassyl Mykolaiowytsch Remeslo (* 28. Januarjul. / 10. Februar 1907greg. in Tepliwka, Gouvernement Poltawa, Russisches Kaiserreich; † 4. September 1983 in Myroniwka, Ukrainische SSR) war ein ukrainisch-sowjetischer Agrarwissenschaftler auf dem Gebiet der Pflanzenzüchtung, insbesondere von Weizen-Saatgut.

## Leben und Wirken
Wassyl Remeslo kam im Dorf Tepliwka im heutigen Rajon Pyrjatyn der ukrainischen Oblast Poltawa zur Welt.
Zwischen 1922 und 1924 war er Schüler an der Lubensker Landwirtschaftsschule. Von 1924 an besuchte er das Masliwka Institut für Selektion und Saatgutproduktion (Маслівський інститут селекції та насінництва ім. К.А. Тімірязєва) in Masliwka, Oblast Kiew, an dem er 1928 abschloss und daraufhin bei verschiedenen landwirtschaftlichen Betrieben in der Ukraine als Saatgutagronom arbeitete.
Von 1933 bis 1937 war er leitender Wissenschaftler der Zucht- und Forschungsstation Nowourenskoji im heutigen Uljanowsk. Während des Deutsch-Sowjetischen Krieges war er Soldat der Roten Armee.
Von 1938 bis 1942 und 1947/48 war er Direktor der Wissenschaft der Staatlichen Norddonezk-Zuchtstation. Seit 1964 war er Direktor der Myroniwka-Selektion-Forschungsstation und ab 1968 war er Direktor des Myroniwka-Instituts für die Selektion und Sämlinge von Weizen. Er entwickelte Auswahlmethoden, die es ermöglichten, zahlreicher Weizensorten zu züchten.
Remeslo war von 1964 an Mitglied der Sowjetischen Akademie für Landwirtschaftswissenschaften und ab 1974 Mitglied der Akademie der Wissenschaften der UdSSR.
Remeslo war seit 1942 Mitglied der KPdSU, wurde später Abgeordneter der Werchowna Rada der USSR und war von 1966 an Mitglied des Zentralkomitees der Kommunistischen Partei der Ukraine.
Remeslo galt als Anhänger der Lehre von Lyssenko, dass erworbene Eigenschaften vererbt würden, und war Unterzeichner des sog. „Briefes der 24“ zur Verteidigung von Lyssenko im Jahr 1970.
Er starb 76-jährig in Myroniwka und wurde auf dem Baikowe-Friedhof in Kiew beerdigt.

## Ehrungen
Wassyl Remeslo erhielt zahlreiche Ehrungen und Auszeichnungen. Darunter:
- Held der sozialistischen Arbeit, 1966, 1977
- Leninorden, 1966, 1973, 1975, 1977
- Orden des Roten Banners der Arbeit, 1950
- Orden der Oktoberrevolution, 1971
- Ehrenzeichen der Sowjetunion, 1958
- Nationalpreis der DDR 1. Klasse, 1976, gemeinsam mit den deutschen Agrarwissenschaftlern Hans-Dieter Koch, Dieter Lau, Friedrich Wolfgang Porsche, Erdmute Specht und Georg Szigat.
- Leninpreis, 1963
- Stern der Völkerfreundschaft der DDR, 1974
- Staatspreis der UdSSR, 1979
- Verdienter Wissenschaftler der Ukrainischen SSR, 1976

Anlässlich des 110. Geburtstages von Wassyl Remeslo im Jahr 2017 gab die ukrainische Nationalbank innerhalb der Münzserie Herausragende Persönlichkeiten der Ukraine eine Zwei-Hrywnja-Silber-Gedenkmünze mit seinem Porträt heraus.

## Monografien (Auswahl)
- Василий Николаевич Ремесло: Методы оценки технологических качеств зерна (Methoden zur Bewertung der technologischen Eigenschaften von Getreide). [б. и.], Москва 1971 (136 S.).
- Василий Николаевич Ремесло: Проблема повышения качества зерна (Das Problem der Verbesserung der Kornqualität). Колос, Москва 1977 (303 S.).
- Василий Николаевич Ремесло: Селекция и сортовая агротехника пшеницы интенсивного типа (Züchtung und sortenreine Agrartechnik von Intensivweizen). Колос, Москва 1982 (303 S.).